# الاتحاد الرياضي ببرج السدرية
الاتحاد الرياضي ببرج السدرية، هو فريق كرة قدم تونسي تأسس عام 1984 في مدينة برج السدرية ، ولاية بن عروس يلعب هذا الفريق في الرابطة التونسية الثالثة لكرة القدم مستوى أول في موسم 2021 - 2022.

## وصلات خارجية
- صفحة الاتحاد الرياضي ببرج السدرية على موقع كوووة.
- الموقع الرسمي للجامعة التونسية لكرة القدم.